# Mary Washburn
Mary Trainor Washburn (później Conklin, ur. 4 sierpnia 1907 w Hudson Falls w hrabstwie Washington, zm. 2 lutego 1994 w Weymouth) – amerykańska lekkoatletka specjalizująca się w krótkich biegach sprinterskich oraz płotkarskich, uczestniczka letnich igrzysk olimpijskich w Amsterdamie (1928), srebrna medalistka olimpijska w biegu sztafetowym 4 × 100 metrów.

## Sukcesy sportowe
- mistrzyni Stanów Zjednoczonych w biegu na 60 metrów przez płotki – 1928[2]
- zdobywczyni 4. miejsca w mistrzostwach Stanów Zjednoczonych w biegu na 100 metrów – 1928[3]

| Rok  | Miasto    | Zawody               | Konkurencja        | Wynik         |
| ---- | --------- | -------------------- | ------------------ | ------------- |
| 1928 | Amsterdam | Igrzyska olimpijskie | sztafeta 4 × 100 m | srebrny medal |

## Rekordy życiowe
- bieg na 100 metrów – 12,4 (1929)